# Ličilarski vrbovnik
Ličilarski vrbovnik (bojadisarski vrbovnik, silina, šilina, lat. Isatis tinctoria), korisna dvogodišnja raslinja iz porodice kupusovki, raširena od jugistočne Europe do zapadne Azije, odakle se uvezla po ostatku Europe, velikim dijelovima Azije i Sjevernu i Južnu Ameriku.